# Lolikon

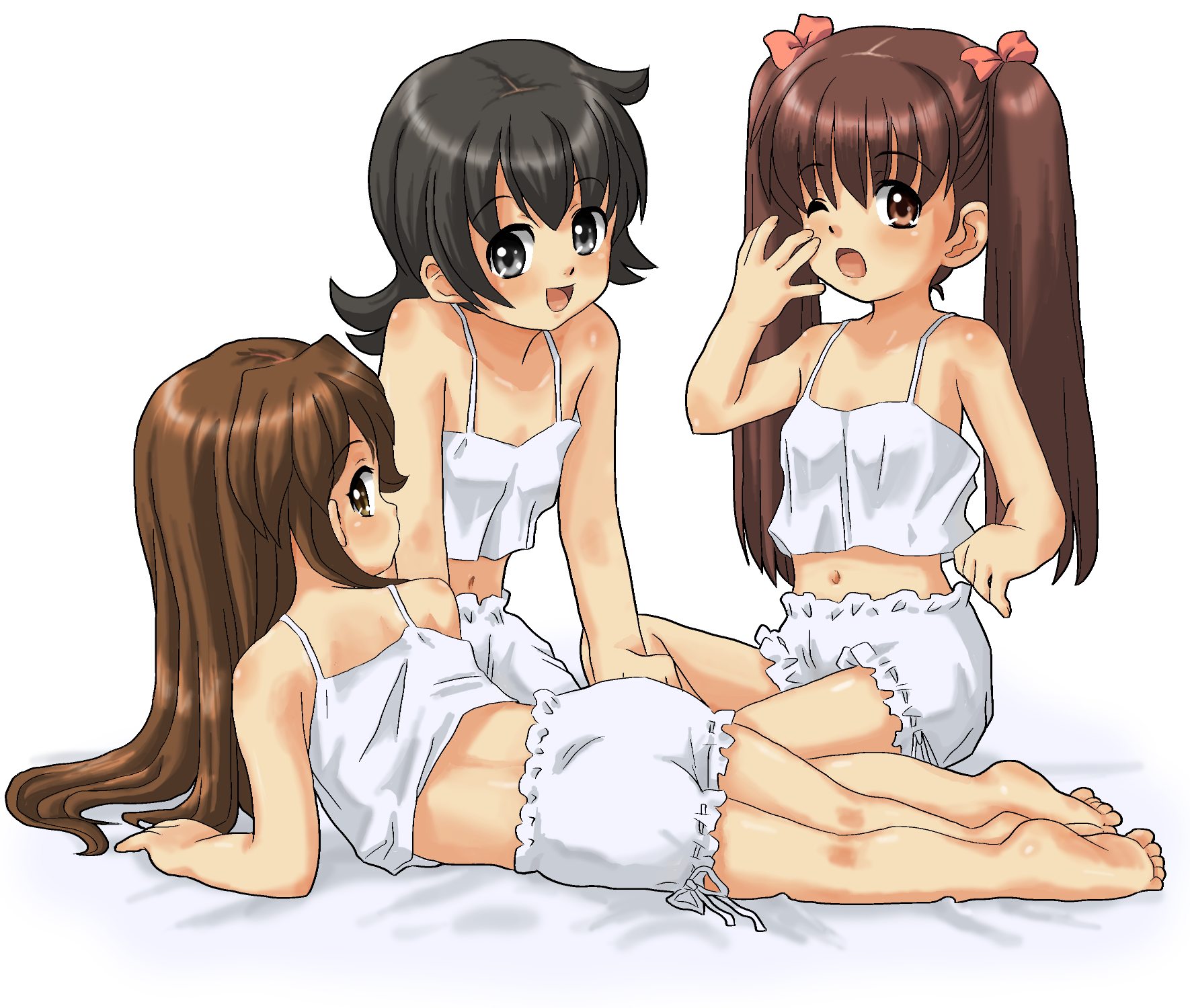
Lolikon-genren skildrar oftast barnliknande karaktäristik med erotiska undertoner.

Lolikon eller lolicon är en japansk sammandragning av "lolita complex", som i Japan syftar på en dragning till unga flickor eller en person med sådan dragning. Utanför Japan har ordet kommit att användas som namnet på en genre inom manga och anime som skildrar unga, vanligtvis ej könsmogna, flickor i pornografiska situationer. Den manliga motsvarigheten kallas shotakon. En icke sexualiserad skildring av unga flickor kallas moe, som betyder ungefär "söt; gullig".

## Genren i världen
Lolikon är lagligt i många länder, däribland Japan och till den absolut största delen även i Sverige såvida teckningen ifråga inte går att missta för ett riktigt barn (se Mangamålet). I USA är det lagligt på den federala nivån, men eftersom det typiskt anses obscent baserat på Miller V. California (1973), så har lolikon och shotakon inte samma täckning och skydd under yttrandefriheten, och därmed kan delstater förbjuda det lokalt. Däremot så är det ändå ytterst sällsynt att detta blir ämne för polisutredning eller domstol utan att den åtalade först är åtalad för barnpornografibrott, eller att denne brutet föreskrifterna för sin villkorliga frigivning gällande ett brott där den skyldige registrerats som en sexualförbrytare. Länder som har förbjudit lolikon är bland andra Australien, Kanada, Irland och Nya Zeeland.
Ett vanligt argument bland de som är för ett förbud mot lolikon är att spridning av denna typ av bilder kan leda till ökade sexuella övergrepp mot barn. Det finns dock ännu inga undersökningar som har kunnat visa något sådant samband. Andra menar i stället att lolikon kan fungera som ett ofarligt utlopp för personer som annars hade kunnat komma att begå verkliga övergrepp och att den utgör ett offerlöst alternativ till verklig barnpornografi. 
Genren har sedan december 2010, tillsammans med annan grov skildring av sexuella situationer, belagts med en 18-årsgräns i Japan. Lagändringen var mycket diskuterad och gäller inte nedladdningar från internet.